# Elizabeth Loftus
Elizabeth Loftus (Los Ángeles, 16 de octubre de 1944) es una psicóloga estadounidense que trabaja en el ámbito de la memoria humana y cómo esta puede ser modificada.
Elizabeth Loftus es una profesora de la Universidad de California, Irvine, en la que desarrolla su labor en los Departamentos de Psicología y Comportamiento Social y Criminología, Derecho y Sociedad.
Ha publicado más de 20 libros y alrededor de 500 artículos científicos sobre el tema de lo que ella llama falsa memoria. Ha tenido una carrera muy controvertida. En enero de 1996 presentó su renuncia en la APA. La American Psychological Foundation le otorgó el Gold Medal for Lifetime Achievement.
Ha sido distinguida con el Premio John Maddox, en 2016.

## Biografía
Nació el 16 de octubre de 1944 en Los Ángeles, California en una familia judía del barrio de Bel Air. Sus padres, médico y bibliotecaria, eran Sidney y Rebecca Fishman, quien falleció cuando Elizabeth tenía 14 años en un accidente por ahogamiento.
Este hecho conmocionó a la familia de Loftus y, al mismo tiempo, fue el hecho que generó los primeros intereses de Elizabeth en la memoria. Tras el accidente donde falleció su madre, Elizabeth no podía recordar mucho sobre este.
En el cumpleaños de uno de sus tíos, un familiar le dijo a Elizabeth que ella había sido la primera en ver el cuerpo de su madre luego del accidente. A partir de esto, comenzó a recordar pequeñas cosas y se convenció de que era cierto.
Sin embargo, luego se confirmó que no había sido así, sino que en realidad Elizabeth vio el cuerpo de su madre después de que una de sus tías lo encontrara.
Así, Elizabeth comenzó a interesarse por cómo podemos crear falsos recuerdos basados en afirmaciones de otras personas o influencia externa, y cómo eso puede influir en la memoria humana.
En 1966 obtuvo una licenciatura con honores en Matemáticas y Psicología de la Universidad de Los Ángeles. Posteriormente ingresó a la Universidad de Stanford, donde se doctoró en la misma área.
Su interés se incrementó más aún en los años 80, cuando comenzó a estudiar casos de abusos a menores y cómo funcionaba la memoria a largo plazo.
Los hallazgos encontrados en su investigación hicieron que Loftus cuestionara la capacidad del ser humano para recuperar recuerdos e información de la memoria, especialmente cuando estos recuerdos han sido recuperados tras no haber estado disponibles durante un tiempo.
Su investigación y el trabajo a lo largo de su carrera se han enfocado en cómo la información se organiza de forma semántica y da lugar a la memoria de largo plazo.
En un punto, Elizabeth pensó que su trabajo debía tener alguna relevancia social, por lo que decidió estudiar el testimonio de testigos en juicios basándose en el paradigma de la información engañosa.
Así comenzó a dirigir numerosas investigaciones sobre la memoria y la relación de esta con el grado de fiabilidad que puede tener el testimonio de un testigo en un juicio.
Elizabeth Loftus ha participado en más de 300 juicios testificando para la defensa y/o asesorando al equipo legal de personas acusadas o condenadas por abuso sexual o asesinato. Ha trabajado, entre otros, en la defensa de Ted Bundy, Robert Durst, Ghislaine Maxwell, Harvey Weinstein, O. J. Simpson, Angelo Buono Jr. y  Michael Jackson.
Cuando Elizabeth Loftus empezó su carrera en la investigación, la psicología cognitiva estaba empezando a revelar nuevos aspectos sobre el funcionamiento de los procesos mentales. Entre ellos, por supuesto, la memoria, uno de los temas que más interés generaba al ser la base del aprendizaje e incluso de la identidad de las personas.
Sin embargo, en el ámbito judicial había otro motivo, bastante más pragmático, por el que era muy conveniente investigar el estudio de la memoria: se tenía que determinar hasta qué punto era fiable la información dada por los testigos que asisten a los juicios, o por las propias víctimas de crímenes. Loftus se centró en estudiar la posibilidad no solo de que los recuerdos de estas personas pudieran ser falsos o totalmente modificados, sino que fuese otras personas las que introdujeran falsos recuerdos en ellas, aunque fuese de manera intencionada. Elizabeth ha sido consultada en cientos de casos como perito de testimonios.
"El sistema legal se preocupa mucho y toma precauciones para evitar contaminar los rastros de evidencia física presentes en la escena de un delito (por ej., sangre, fibras), pero no se toman precauciones similares para evitar la contaminación de los recuerdos de los testigos. El empleo de preguntas sugerentes … puede tener un inmenso efecto sobre el testimonio de los testigos (…) existe un gran abismo entre lo que la ciencia psicológica recomienda para recoger la evidencia de los testigos y las prácticas reales de los investigadores criminales (Wells y Loftus, 2003)"
En 1992 Elizabeth Loftus fue una de las fundadoras de la Fundación Síndrome del Falso Recuerdo, junto al también psicólogo perito judicial Ralph Underwager, que igualmente participó en más de 200 juicios defendiendo a individuos acusados de abuso sexual. En 1993 Underwager habló a favor de la pedofilia en una entrevista que dio a la revista holandesa de activismo pedófilo Paidika.
Loftus ha publicado más de 20 libros y alrededor de 500 artículos científicos sobre el tema de lo que ella llama falsa memoria. Pese a que su carrera ha sido muy controvertida y objeto de rechazo y furia por algunos grupos, se le han adjudicado varios reconocimientos. La American Psychological Foundation le otorgó el Gold Medal for Lifetime Achievement (Medalla de Oro por Logros de Vida). En 2002 fue reconocida como una de las psicólogas más influyentes en la Lista de Psicología General de los 100 Investigadores más Influyentes del siglo XX, donde obtuvo el puesto cincuenta y ocho y fue la mujer de más alto rango en la lista.

## Experimentos
Por lo general, creemos que el cerebro funciona como un ordenador, como una máquina.
A partir de esto, resulta lógico creer que los recuerdos permanecen almacenados y aislados del resto de procesos neurales que se realizan en nuestra mente, justo hasta el momento en el que necesitamos recordar esa experiencia o conocimiento. 
Entonces, se abre una especie de archivo del recuerdo tal cual estaba. Sin embargo, sabemos bien que los recuerdos no siempre son exactos, por lo que pueden ofrecer imágenes distorsionadas sobre el pasado.
Esto genera varias interrogantes: ¿los recuerdos permanecen intactos o se mezclan con otros al punto de modificarse? ¿Puede nuestra mente generar recuerdos falsos?
Elizabeth Loftus demostró que la respuesta para ambas preguntas puede ser ‘sí’. Destacan dos de los experimentos empíricos de Loftus para la demostración de esto.

### El experimento de los coches
En uno de sus experimentos más famosos, Loftus reclutaba a una serie de voluntarios y les mostraba grabaciones en las que se podían ver vehículos chocando entre sí. Después de esta etapa de la investigación, la psicóloga comprobó algo muy curioso.
Cuando se les pedía a los voluntarios que recordasen el contenido de las grabaciones, se utilizaron unas frases muy concretas para decirles que tenían que evocar lo que habían visto. En el caso de algunas personas, la frase que utilizó contenía la palabra "contactado", mientras que en otros se cambiaba esta palabra por el término "golpeado", "colisionado" o "destrozado". El resto de la frase era siempre la misma para todas las personas, y sólo cambiaba la palabra con la que se describía la acción de chocar. Lo que se les pedía a los voluntarios era que dieran su opinión acerca de cuál era la velocidad a la que iban los vehículos que habían visto.
Aunque todos los voluntarios habían visto lo mismo, Elizabet Loftus notó que el modo en el que se les pedía que recordasen lo que aparecía en los vídeos alteraba sus recuerdos. Las personas a las que se les habían dado las instrucciones que contenían las palabras "contactado" y "golpeado" decían que los vehículos iban a una velocidad más baja, mientras que esta era significativamente más alta si se les preguntaba a las personas con las que se habían usado los términos "colisionado" y "destrozado".
Es decir, que los recuerdos de las personas variaban según el grado de intensidad de choque que sugerían las palabras utilizadas por los miembros del equipo de investigación. Una sola palabra podía hacer que los voluntarios evocasen escenas ligeramente diferentes sobre lo que habían visto.

### En el centro comercial
Con el experimento de los vídeos de coches chocando, Elizabeth Loftus aportó pruebas acerca de cómo la información dada en el presente puede alterar los recuerdos. Sin embargo, sus descubrimientos fueron más allá al mostrar que es posible "introducir" falsos recuerdos en la memoria a través de la sugestión.
Esta investigación era algo más complicada, ya que para llevarla a cabo se necesitaba tener información sobre la vida de los voluntarios. Es por ello que Loftus contó con la ayuda de amigos o familiares de cada uno de ellos.
En la primera fase de la investigación, se les narraba a los voluntarios, uno por uno, cuatro anécdotas acerca de la infancia de cada uno de ellos. Tres de estos recuerdos eran reales, y las explicaciones acerca de estas experiencias habían sido construidas gracias a la información que los familiares de los voluntarios le habían dado a Loftus, pero uno era falso, totalmente inventado. En concreto, esta anécdota ficticia trataba sobre cómo los participantes se habían perdido en un centro comercial cuando eran pequeños.
Unos días más tarde, se volvió a entrevistar a los voluntarios y se les preguntó si recordaban algo acerca de las cuatro historias que se les había explicado en la primera parte del estudio. Una de cada cuatro personas dijo recordar algo acerca de lo que ocurrió cuando se perdieron en el centro comercial. Pero, además, cuando se les dijo que una de las cuatro historias era falsa y se les pidió que adivinasen cuál de ellas era pura ficción, cinco de las veinticuatro personas que participaron fallaron a la hora de dar la respuesta correcta. Con un mínimo esfuerzo por parte de Elizabeth Loftus, un falso recuerdo se había instalado en su memoria.

### Implicaciones de los estudios
Con estos experimentos se logró comprobar que, contrario a lo que creemos, los recuerdos no permanecen intactos. Los recuerdos pueden haber sido alterados de forma intencionada usando preguntas específicas o información falsa, o a través de la sugestión de alguien confiable para la persona. También pudo haber sido alterado por experiencias posteriores o por nuestras emociones.
Es posible introducir escenas ficticias en la mente de alguien y que las asuma como un recuerdo cuando en realidad nunca vivió tal cosa.
Los descubrimientos llevados a cabo por Elizabeth Loftus supusieron una violenta sacudida para los sistemas judiciales de todo el mundo, esencialmente porque señalaban que los recuerdos pueden ser distorsionados sin que nos demos cuenta y que, por lo tanto, la información de primera mano dada por testigos y víctimas no tiene por qué ser fiable. Esto hizo que se estimara como muy necesario el recurso de sostener versiones de lo ocurrido con pruebas materiales.

## Participación en casos legales
Elizabeth Loftus ha testificado en más de 300 casos,  y ha sido consultora en muchos más. Sus casos legales incluyen:
- Juicio de Robert Durst por asesinato en 2020: Loftus testificó para la defensa sobre el asesinato de Susan Berman.[10]

- Juicio de Ted Bundy por asesinato y violación en 1975: Loftus testificó para la defensa en el proceso judicial de Bundy.[5][6]

- Juicio de Ghislaine Maxwell  en 2021 por tráfico sexual: Loftus testificó para la defensa durante el juicio de Maxwell sobre el tráfico sexual de niñas menores de edad para Jeffrey Epstein.[7] Este fue el primer caso en el que Loftus afirmó que el potencial de recompensas financieras podría hacer que un cerebro humano creara un recuerdo traumático falso; cuando el jurado le preguntó sobre la base de la teoría, Loftus dijo: "No tengo conocimiento de ningún estudio al respecto, pero según mi investigación, es definitivamente plausible".[11]

- Juicio de Harvey Weinstein en 2020 por violación y agresión sexual: Loftus testificó para la defensa durante el juicio de Weinstein por agresión sexual a dos mujeres.[4]

Loftus también ha participado en los casos legales de O. J. Simpson, Angelo Buono Jr., Oliver North, Martha Stewart, Lewis Libby, Michael Jackson, Rodney King, Lyle y Erik Menéndez y los acusados del Atentado de Oklahoma City.